# Escom
ESCOM — немецкая компания наиболее известная, как один из ведущих производителей IBM PC-совместимых компьютеров в Европе на 1994 г. (объём продаж составлял 2 млрд. долларов). Также являлась покупателем и преемником бизнеса Commodore в 1995 г., что уже через год привело компанию к финансовому краху.

## История
Фактически, ESCOM началась с Eickmeyer Schmitt Computer Society Ltd. (дословно, компьютерное общество с ограниченной ответственностью некого Шмитта) и являлась немецкой компанией, чья продукция была наиболее известна на рынках США, Великобритании, Германии и Нидерландах.
Компания ESCOM была основана в 1986 г. Манфредом Шмиттом как подразделение его же компании занятой продажей музыкальных инструментов. В 1991 г. ESCOM становится отдельной компанией, а в 1993 г. уже представляет собой общеизвестный бренд ассоциирующийся с образом динамично развивающейся компании контролирующей 11,2 % рынка IBM PC-совместимых компьютеров в Германии.
В феврале 1995 г. ESCOM вмешивается в судебную тяжбу между американской компанией CEI из штата Флорида и английским самостоятельным отделением Commodore UK. В марте 1995 г. было достигнуто предварительное соглашение между ESCOM и ликвидаторами о выкупе всего имущества Commodore (включая интеллектуальную собственность) за 6 млн. долларов. 20-21 апреля 1995 г. состоялось судебное заседание в г. Нью-Йорк, по результатам которого все активы Commodore отошли к компании ESCOM. Деловая хватка Манфреда Шмидта позволила компании получить все права на уникальные патенты и оригинальную архитектуру ПК Amiga вместо многочисленных конкурентов, в том числе таких компаний как Amstrad, Philips и Samsung. Это приобретение обошлось ESCOM в конечном счёте в 14 млн. долларов.
Первые заявления главы ESCOM после суда: открытая политика во всём, что касается Amiga, продажа лицензий на производство Amiga в любой части света, поддержка компанией любых сторонних разработчиков для AmigaOS и создание дочернего подразделения Amiga Technologies, базирующегося в городе Бансхайм, неподалёку от Франкфурта (Германия). Задачей номер один стало немедленное возобновление выпуска Amiga 1200 и Amiga 4000.
В сентябре 1995 г. подразделением Amiga Technologies возобновляется выпуск Amiga 4000 в виде модификации Amiga 4000T (оригинальный дизайн «Башня»), чуть позже появляется Amiga 4000T с предустановленным процессором MC68060 / 60Мгц, по чисто процессорной производительности «обходившем» Pentium / 90МГц. В октябре 1995 г. был возобновлён выпуск Amiga 1200. Ещё не сошедшие с конвейеров заводов в Америке и Франции ПК Amiga были уже распроданы заранее.
Однако, в то время как конкурирующие компании имели чёткие планы развития своих продуктов на ближайшие годы, у ESCOM не было группы идеологов Commodore, не вернуть было и инженеров разработавших аппаратное и программное обеспечение классической Amiga, к этому моменту уже работающих на конкурентов.
В сфере программного обеспечения, ESCOM удалось выпустить новую версию AmigaOS 3.1, которая была хороша, но не была воспринята должным образом, поскольку действительно значимые изменения в ОС не были очевидны пользователям. Новые возможности не были представлены маркетологами, а внешний вид рабочего стола Workbench остался тем же самым.
Компанией был предложен проект Amiga Mind Walker немедленно поднятый на смех ввиду своей очевидной несостоятельности. С момента этого заявления, общественности стало понятно что компания не знает как развивать платформу и не имеет никакой базы для этого. Один год — это очень большой срок для такой динамичной отрасли как ИТ. Спрос на новые «старые» компьютеры пропал, и к середине 1996 г. ESCOM были вынуждены заявить о колоссальных финансовых потерях (около 185 млн. немецких марок). Эксперты также обычно упоминают несоответствие темпов роста ESCOM и выручаемой прибыли, как одной из основных причин краха.
Принятие ESCOM открытой политики лицензирования позволило множеству компаний внедрить решения Commodore в собственные продукты и таким образом значительно поднять их технологический уровень. В этом смысле «наследие» Commodore в известном смысле погубило компанию. 15 июля 1996 г. компания ESCOM объявляет себя банкротом, а за её собственность «сражаются» уже её же лицензиаты: VISCorp и Quikpak.
На следующий год активы Commodore (принадлежащие ESCOM) выкупает компания Tulip Computers, а компания Gateway 2000 приобретает подразделение Amiga Technologies, а также становится обладателем торговой марки Amiga™ (впоследствии, Amiga™ была выкуплена в 2000 г. группой бывших инженеров Commodore образовавших компанию Amiga Inc.).